# 廃番
廃番（はいばん）とは、工業製品の製造を終了すること、また製造終了した製品。台帳から製品番号（品番）を抹消することに由来する。
レコード・CD・DVD等の音楽・映像ソフトであれば「原盤を廃する」ことから「廃盤」、書籍であれば「重版を絶する」ことから「絶版」と、特に区別して呼ぶ。「廃番」はそれ以外の製品全般に使われる語で、製品番号（品番）が付された製品であれば種類を問わない。ただしこの3つの言葉は意味や発音が類似するため、一般には厳密に区別せず混用されている場合も多い。

## 概要
「廃番」すなわち製品番号（品番）を抹消するということは、同じ製品を製造しなくなるということを意味する。「絶版」や「廃盤」が特定分野で用いられる語であるのに対し、「廃番」の語は製品番号（品番）を持つ製品であれば、自動車、機械、家電製品、家具類などあらゆる製品を指す。
工業製品やソフトウェア製品においては、英語の「discontinued」の略語で「ディスコン」とも呼ばれる（和製英語）。また工業製品の最終生産品の完売（終売）を「ラストオーダー」と呼ぶこともある。
自動車やオートバイ等の中古車業界では、生産終了となった車種が旧車として価値を見出されることがある。自動車趣味の世界では過去の人気車種に根強い需要があり、廃番となった旧車を専門に取り扱う中古車市場も存在する。また自動車だけでなく、一眼レフカメラやピュアオーディオ、電子楽器を含む楽器など、愛好家向けの製品においても同様の傾向が見られる。
特定の機種やアイテムへのこだわりやレトロ趣味などから、あらゆる廃番製品が中古品市場における価値の対象となる。古着や腕時計といったファッションアイテム、レトロゲームやレトロPCといった電子機器、生産終了した玩具などが、マニアやコレクターの間で高値（プレミア価格）で売買されることも珍しくない。
この点においては、絶版本（特に稀覯本）が高値で取引される古書市場や、廃盤レコード・CD・カセットテープなどが珍重される中古ソフト市場となんら変わるところはない。廃番となった製品の売買・取引は、中古品専門店やリサイクルショップなどの実店舗のほか、インターネットの普及以降はネット通販やネットオークション、フリマアプリなどでも活発に行われている。